# Cyberclub
Cyberclub, fue un contenedor televisivo destinado al público infantil y juvenil emitido entre 1997 y 2008. Se estrenó el 15 de octubre de 1997 en Telemadrid. 
Se emitió todos los días por las mañanas y con mayor atención en los fines de Semana. Pero desde el 6 de enero de 2007 hasta su cancelación se emitió exclusivamente los fines de semana para dar mayor presencia a la animación en La Otra. 
El 17 de mayo de 2008 llegó un espacio nuevo llamado Los Patata, un espacio hecho por marionetas (Al estilo Los Teleñecos) tratando con canciones historias y temas para que los niños se indetifiquen. 
Desapareció en octubre de 2009 debido a la Televisión Digital Terrestre y al Apagón Analógico que estaba teniendo mucha popularidad en 2009 lo que obligó a los canales Nacionales quitar su programación infantil para crear canales 24 horas para los más pequeños de La casa (Con excepción de Atresmedia que sigue con el bloque de Neox Kidz en Neox)
.
 Durante el programa fue sufriendo variaciones en el horario, siempre manteniéndose en la franja horaria de las mañanas. Los cortos contenían un gran contenido educativo haciendo especial hincapié en el cuidado del medio ambiente.

## Inicios
Cyberclub comenzó sus emisiones el miércoles 15 de octubre de 1997 con el título de Cyberclub, presentado por Cybercelia (interpretado por Diana Lázaro) y Rocko Alicates (interpretado por Miguel Mota). 
La historia comienza con Cybercelia raptando a Rocko Alicates, donde viajan a través del hyperespacio en la nave Cyberanda. Allí viven además Trasto y el resto de personajes que fueron apareciendo en la serie.  

## Personajes principales
Cybercelia (Diana Lázaro): Nacida en el 2070 después de Ctoporos y manipulada genéticamente en el seno de una familia dirigente de clase alfa, Cybercelia actúa como una auténtica rebelde. Responsabilizada de la limpieza de la galaxia, abduce a un terrícola, Rocko Alikates, para tratar de desentrañar por qué los habitantes de este planeta se empeñan en ensuciarlo todo.
De ojos enormes, Cybercelia toma decisiones contundentes. A veces no comprende a los humanos pero les quiere aunque no esté programada para sentir afecto. Gracias a Rocko, encuentra poco a poco el equilibrio. Juntos se ríen, se pelean y se vuelven a hermanar.
Rocko Alicates (Miguel Mota): Rocko Alikates, chapuzas total. Trabajaba en la Tierra en un desguace de chatarra tan contento y feliz de la vida hasta que Cybercelia, que es una alienígena abusona, decidió raptarle. Ahora viven con Trasto en la nave Cyberanda. Y también con un nuevo `huésped', el Capitán Lapa. 
Cybercelia se empeña en enseñarle a ser ordenadito, limpito y le persigue con su sopa cyberiana y su comida virtual. Pero a él le gusta es jugar con sus alicates, bailar y comer hamburguesas, aunque su gran debilidad son los bocadillos de chorizo.

## Otros personajes
Más adelante aparecieron otros personajes como Trasto (mascota del Parque de Atracciones de Madrid, cuya voz interpretaba Sara Vivas), el Profesor Ya (interpretado por Javi Coll), el Capitán Lapa (interpretado por Iván Villanueva) o El Mago de Aldebarán (interpretado por Joaquín Baldín).

## Programación del Cyberclub
La cartelera de dibujos fue muy variada y muy similar al canal Club Super 3 de Vía Digital y a los bloques Matinales autonómicos de Forta como Kosmi Club en Castilla-La Mancha Televisión, Zagales en Aragón Televisión o La banda de Canal Sur Televisión durante su tiempo en transmisión. Curiosamente muchas de esas series han sido Licenciadas por Luk Internacional teniendo el mismo reparto de Voces del País Vasco a cada una de las series licenciadas para el canal. Cyberclub emitió entre otros:
- Heidi
- Doraemon
- Los Hoobs
- XduckX
- Cazadores de Misterios
- Magical Doremi
- La Máscara
- Doug
- Sargento Keroro
- Las nuevas aventuras de Lucky Luke
- Kochikame
- Taro el extraterrestre
- Garfield y sus amigos
- Totally Spies
- Patatas y Dragones
- Xiaolin Showdown
- Sonrisa De Acero
- Sabrina
- Godzilla
- Galactik Football
- MegaMan NT Warrior
- Las Aventuras del Joven Mozart
- Merrie Melodies
- Shin Chan
- Veo Veo
- Muka Muka
- Looney Tunes
- Kiteretsu
- Ángela Anaconda
- Los Conejos Chiflados
- Norman Normal
- Howdi Gaudí
- Pingu
- Rubbadubbers, Juguetes en el baño
- El Show de Ren y Stimpy
- El príncipe De Bel Air
- Lizzie McGuire
- Reboot
- Bo Bo Bo
- Oggy y las cucarachas
- Los Pirados del Espacio
- Las nuevas aventuras del Pájaro Loco
- Earthworm Jim
- CatDog
- Rocket Power
- La vida moderna de Rocko
- Sargento Keroro
- Esos Locos Animales
- El Inspector Gadget
- El Oso de la Casa Azul
- Rantaro el Ninja Boy
- Cornell y Bernie
- Los Autos Locos
- Las Aventuras de Rocky y Bullwinkle y compañía
- Dog City
- Scooby-Doo
- Los Pitufos
- Blinky Bill
- Cuentos de la Abuela
- Capitán Planeta y los Planetarios
- Los Picapiedra
- Mandibulín
- Tom y Jerry
- Widget
- La liga Mutante
- Rayito, el mago de los Deseos
- Los Cazafantasmas
- Cadillac y Dinosaurios
- Harry y los Hendersons
- Superted
- Familia de piratas
- El Show de la Pantera Rosa
- James Bond Jr
- Karate Kid
- Mr. Bogus
- El oso Yogui
- Teletubbies
- La Hormiga Atómica
- Los Mapaches
- Los Supersónicos
- Twipsy
- Todos los Perros Van al Cielo
- El mundo de Beakman
- El Lagarto Juancho
- Los Cuatro Fantásticos
- El Valle de los Dinosaurios
- Dennis y Gnasher
- Nick y Perry
- Huckleberry Hound
- Swat Kats
- Las nuevas Aventuras del Fantasma del Espacio
- Estrellas Del Espacio
- La leyenda del viento del Norte
- Kampung Boy
- Aterrizaje en La Luna
- Daniel el Travieso
- Las Aventuras de Tintín
- La Brigada de los Sepultureros
- Pacífic Blue
- La Conspiración de Roswell
- Jacques Cousteau: leyendas del Océano
- Belphegor
- Roma
- Capitán Fracasse
- Fantometts
- Slyvan
- Fox Busters
- Rainbow Fish
- Tabaluga
- Jacob Two-Two
- Náufragos
- Cosas de Casa
- La Niñera
- Mr. Bean
- La Casa de Gloria

Además de su programación habitual de dibujos Animados, estaba la sección Cybercine. Lo emitía los Sábados y Domingos al terminar el Bloque y emitía películas de 90 minutos dirigidas para toda la Familia.